# Bayomesasuchus
Bayomesasuchus is een geslacht van uitgestorven peirosauride Mesoeucrocodylia, bekend uit de vroege Cerro Lisandro-formatie uit het Laat-Krijt van de provincie Neuquén, westelijk centraal Argentinië. Het bevat als enige soort Bayomesasuchus hernandezi. Bekend van relatief fragmentarische overblijfselen, vertegenwoordigt het een van de meest basale peirosauriden.

## Ontdekking
Bayomesasuchus werd voor het eerst beschreven en benoemd door Francisco Barrios, Ariana Paulina-Carabajal en Paula Bona in 2015 en de typesoort is Bayomesasuchus hernandezi. De geslachtsnaam verwijst naar de Cerro Bayo Mesa-berg, gelegen in het zuidoosten van de provincie Neuquén in Argentinië, waar het holotype werd gevonden, en suchus, gelatiniseerd van het Griekse souchos, een Egyptische krokodillengod. De soortaanduiding eert technicus Daniel Hernández, die het veldonderzoek assisteerde.
Bayomesasuchus is alleen bekend van zijn holotype MCF PVPH-822, een fragmentarische schedel met onderkaken. Het werd verzameld in de Cerro Lisandro-formatie, de jongste formatie binnen de Río Limay-subgroep, het laagste deel van de Neuquén-groep, daterend uit het Laat-Cenomanien tot het vroege Turonien van het vroege Laat-Krijt. Het holotype van Bayomesasuchus is het meest complete krokodilachtige exemplaar dat is geregistreerd van de Cerro Lisandro-formatie en vertegenwoordigt de vierde peirosauride genoemd naar de Neuquén-groep van Argentinië, samen met Lomasuchus palpebrosus en Patagosuchus anielensis van de bovenliggende Portezuelo-formatie uit het Laat-Turonien tot het Vroeg-Coniacien, en Gasparinisuchus peirosauroides van de nog jongere Bajo de la Carpa- en Anacleto-formaties uit het Santonien tot Vroeg-Campanien.

## Beschrijving
Bayomesasuchus is een vrij kleine soort. De schedel was zo'n dertig centimeter lang.
De beschrijvers stelden twee autapomorfieën vast, unieke afgeleide kenmerken. Het dentarium heeft een diasteem tussen de vierde en vijfde tand. De tandkassen van de vijfde en zesde dentaire tanden vloeien samen.

## Fylogenie
Een fylogenetische analyse van Crocodyliformes herstelde Bayomesasuchus binnen Peirosauridae in een polytomie met de Afrikaanse peirosauride Hamadasuchus rebouli en een clade gevormd door alle andere Zuid-Amerikaanse peirosauriden.